# Yongning He
Yongning He är ett vattendrag i Kina. Det ligger i provinsen Gansu, i den nordvästra delen av landet, omkring 340 kilometer sydost om provinshuvudstaden Lanzhou.
Genomsnittlig årsnederbörd är 896 millimeter. Den regnigaste månaden är juli, med i genomsnitt 184 mm nederbörd, och den torraste är december, med 2 mm nederbörd.